# Orpheus

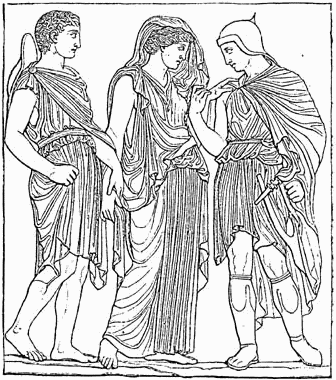
Hermes, Eurydike und Orpheus (Relief in der Villa Albani, Rom)

Orpheus (altgriechisch Ὀρφεύς Orpheús) ist ein Sänger und Dichter der griechischen Mythologie. Auf ihn beriefen sich die Orphiker und sahen in ihm den Urheber ihrer Lehren und den Autor der orphischen Schriften.

## Die Sage
Um die Gestalt des Orpheus ranken sich verschiedene Sagen. Nach einhelliger antiker Überlieferung stammte er aus Thrakien, auch wenn die so bezeichnete Landschaft dafür großzügig ausgedehnt wurde und Makedonien umfasste. Speziell Pierien im Nordosten des Olymp wird mehrheitlich und in den ältesten Überlieferungen als seine Heimat genannt, konkret erhob insbesondere Dion den Anspruch, Orpheus’ Geburtsort zu sein. Er wurde als Sohn der Muse Kalliope geboren. Als sein Vater galt der thrakische König und Flussgott Oiagros (oder nach anderen Überlieferungen Apollon). Von Apollon, dem Gott der Musik, bekam er eine Lyra geschenkt, die Apollon von seinem Halbbruder Hermes erhalten hatte. Unter den Sängern galt Orpheus als der beste; er betörte Götter, Menschen und sogar Tiere, Pflanzen und Steine. Die Bäume neigten sich ihm zu, wenn er spielte, die wilden Tiere scharten sich friedlich um ihn, und selbst die Felsen weinten angesichts seines schönen Gesangs.

Orpheus’ Lebensstationen

Die Argonauten nahmen ihn auf ihren Zug zur Erlangung des Goldenen Vlieses mit. Orpheus sang so schön, dass er sogar das wütende Meer und die Feinde durch den Zauber seiner Lyra bezwang. Während der Fahrt soll er mit seinem Gesang sogar die Sirenen übertönt haben.
Orpheus’ Ehefrau war die Nymphe Eurydike. Als Aristaios versuchte, sie zu vergewaltigen, starb sie nach der Erzählung Vergils in den Georgica auf der Flucht durch einen Schlangenbiss, was dem Aristaios zur Last gelegt wurde. Orpheus stieg in die Unterwelt, um durch seinen Gesang und das Spiel seiner Lyra den Gott Hades zu bewegen, ihm seine Frau zurückzugeben. Seine Kunst war so groß, dass selbst der Höllenhund Kerberos nicht mehr bellte. So wurde ihm seine Bitte gewährt – jedoch unter der von Hades und Persephone gestellten Bedingung, dass er beim Aufstieg in die Oberwelt vorangehen und sich nicht nach Eurydike umschauen dürfe. Da er jedoch die Schritte seiner Ehefrau hinter sich nicht hörte, sah er sich um und sie verschwand wieder in der Unterwelt.
Der Sänger stand den Musen und somit dem Gott Apollon nahe, nicht aber dem Dionysos, dem Gott des Rausches und ausschweifend-wilder Umzüge und Gesänge. So wurde Orpheus, wie Ovid erzählt, in seiner Heimat von Mänaden, berauschten Anhängerinnen des Dionysos, zerrissen. Nach antiker Vorstellung war es kein Trost, dass er sich nun als Schatten zum Schatten der Eurydike gesellen konnte. In späteren Bearbeitungen des Mythos wird als Motiv für den Mord angeführt, Orpheus habe sich von der Liebe zu Frauen losgesagt und zum Weiberfeind entwickelt oder sich gar der Knabenliebe zugewandt, die er, wie Ovid behauptet, die Thraker als Erster gelehrt haben soll. Sein Kopf jedoch wurde mitsamt seiner Lyra in den Fluss Hebros geworfen, sie schwammen hinab in das Ägäische Meer und wurden auf der Insel Lesbos an Land gespült. Der Kopf sang immer weiter, bis Apollon ihm gebot zu schweigen. Sein Grab soll sich in der Stadt Leibethra befunden haben; andere Quellen nennen diese Stadt auch als Geburtsort des Orpheus und den Fluss, in dem sein Kopf gefunden wurde, Meletos. Seine Lyra wurde als Sternbild an den Himmel versetzt.
Orpheus mag historische Vorbilder gehabt haben und war möglicherweise ein Reformer des Dionysoskults. Sein Mythos verkörperte die Unsterblichkeit der Seele und vereinte starke orientalische Einflüsse mit den thrakischen Wurzeln. Die Griechen schrieben ihm die Erfindung der Musik und des Tanzes zu.

## Deutung Orpheus’ in der frühchristlichen Apologetik und Kunst

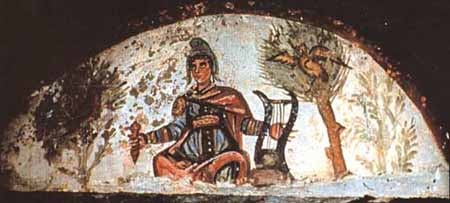
Orpheus-Christus Darstellung in den Marcellinus-Petrus-Katakomben (Rom)

Seit Clemens von Alexandria wurde Orpheus als Präfiguration Christi gedeutet und entsprechende Interpretationen finden sich auch bei Eusebius von Caesarea, Kyrill von Alexandria und Augustinus von Hippo, der ihn einen „poeta theologus“ nannte. Sein Abstieg in die Unterwelt wurde mit dem Abstieg Christi in die Unterwelt verglichen; während Orpheus seine Geliebte schließlich zurücklassen musste, zerbrach Christus die Höllenpforte und führte die Gefangenen der Tiefe in den Himmel. Orpheus bezauberte die wilden Tiere – Christus die Sünder. Im 5. Jahrhundert wurde Orpheus denn auch schon als Prophet Christi beschrieben.
So erscheinen auch klassische Orpheus-Motive in der frühchristlichen Kunst, die als Christus-Darstellungen zu sehen sind. Oft sind diese mit dem Motiv des Guten Hirten verbunden und zeigen einen Leierspieler mit Schafen an seiner Seite.
Das christliche Orpheus-Motiv hält sich bis ins späte Mittelalter. Mit der Renaissance und der erneuten Beschäftigung mit antiken Motiven sind die Orpheus-Darstellungen etwa ab dem 16. Jahrhundert überwiegend nicht mehr christlich gedacht.
Auch das Werk eines ebenfalls „Orpheus“ genannten Dichters wird in der Alten Kirche rezipiert.

## Orpheus als Darsteller in römischen Inszenierungen
Der römische Dichter Martial beschreibt in einem Epigramm (Liber de spectaculis 21), wie anlässlich einer Aufführung im Amphitheater ein als Orpheus verkleideter Musiker inmitten von Tieren auftrat, der dann allerdings von einem Bären zerfleischt wurde. Bei Varro (De re rustica 3,13,2–3) inszeniert der Besitzer eines Landgutes in einem weitläufigen Tiergehege eine Tierfütterung, wobei die Tiere von einem als Orpheus verkleideten Darsteller mittels Hornstößen herbeigelockt werden.

## Der Mythos in der Kunst

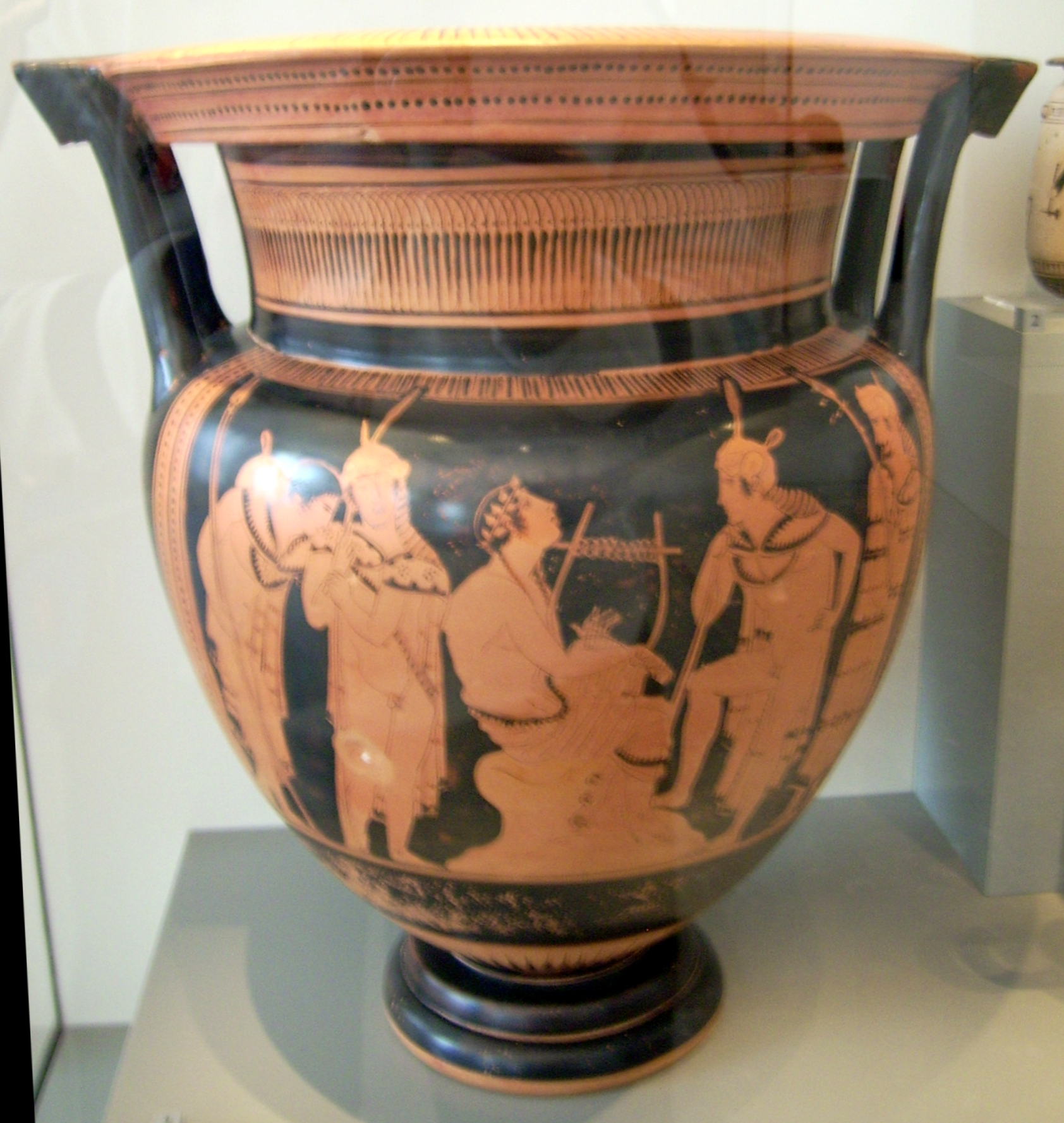
Namenvase des Orpheus-Malers in der Antikensammlung Berlin, Rotfigurige Vasenmalerei, Mitte des 5. Jahrhunderts v. Chr.

Vor allem in der Oper ist die Geschichte des Sängers, der vergeblich versucht, seine Geliebte aus dem Hades zurückzugewinnen, stets lebendig geblieben, wobei in der Oper von Christoph Willibald Gluck Eurydike nicht wieder in die Unterwelt zurückkehren muss, sondern bei Orpheus bleiben darf. Es existieren zahlreiche Orpheus-Opern.

### Musik

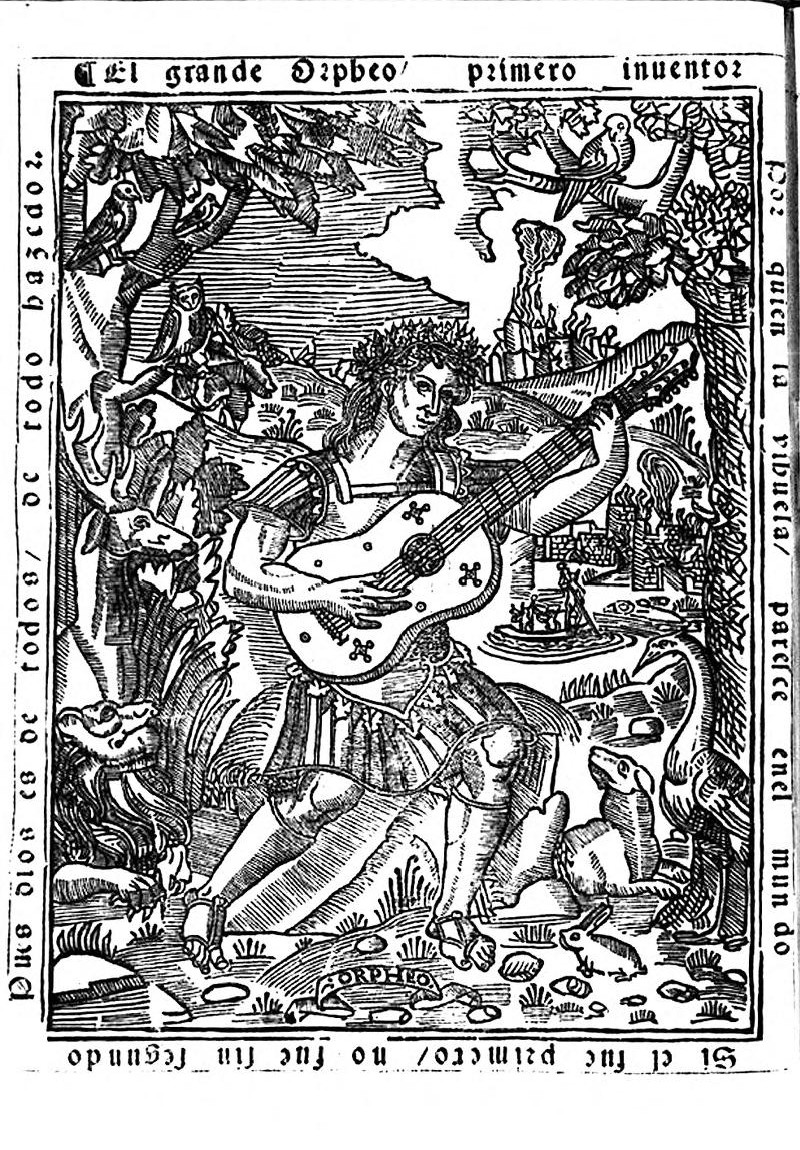
Ein die Vihuela spielender Orpheus, aus El Maestro von Luis Milán, 1536

Besonders Musiker griffen die Geschichte des Sängers, der mit seiner Musik wilde Tiere und sogar die Götter der Unterwelt besänftigte, als Thema auf:
- Jacopo Peri: Euridice (1600)
- Giulio Caccini: Euridice (1600, UA 1602)
- Claudio Monteverdi: L’Orfeo (Uraufführung 1607)
- Domenico Belli: Orfeo Dolente (Florenz 1616)
- Heinrich Schütz: Ballettoper Orpheus und Eurydice (Dresden 1638, Libretto August Buchner, Musik nicht erhalten)
- Antonio Sartorio: L’Orfeo (1672)
- Marc-Antoine Charpentier: La descente d’Orphée aux enfers (1686/87)
- Reinhard Keiser: Orpheus (1709)
- Johann Joseph Fux: Orfeo ed Euridice (1715)
- Jean-Philippe Rameau: Kantate Orphée von (c.1721)
- Georg Philipp Telemann: Die wunderbare Beständigkeit der Liebe, oder Orpheus (1726)
- William Hayes: Ode When the fair Consor oder Orpheus and Euridice (1735)
- Christoph Willibald Glucks tragische Oper Orfeo ed Euridice (1762)
- Joseph Haydns Oper L’anima del filosofo (1791, Uraufführung erst 1951)
- Franz Liszt: Orpheus, Symphonische Dichtung (1854)
- Jacques Offenbachs Operette Orpheus in der Unterwelt (1858)
- Ernst Krenek: Orpheus und Eurydike (1923)
- Carl Orff: Orpheus, Neufassung von Monteverdis L’Orfeo (1924/1940)
- Igor Strawinsky: Orpheus. Ballet (1947). UA: New York City Ballet
- Pierre Henry, Pierre Schaeffer: Orphée 53 (1953)
- Luiz Bonfá: Black Orpheus (eigentlich Manhã de Carnaval, 1959), Bossa Nova und Jazzstandard
- The Herd: From the Underworld. Popsong, Text von Alan Howard und Ken Blaikley, (1967)
- The Walker Brothers: Orpheus (1967). Song vom Album Images
- Reinhard Mey: Ich wollte wie Orpheus singen (1967). Album und Lied.
- Tito Schipa Jr.: Orfeo 9 (1972) Ital. Rockopera und Film.
- Michael Denhoff: O Orpheus singt (1977) fünf lyrische Stücke für Oktett.
- Hans Werner Henze: Orpheus (1978). Eine Geschichte in 6 Szenen (2 Akten). Libretto: Edward Bond, UA: Kölner Rundfunk-Sinfonie-Orchester / Orpheus behind the wire (1981–1983) für 4- bis 12-stimmigen gemischten Chor. UA: BBC Singers, 1985.
- Gerd Domhardt: Orpheus-Fragmente
  - Orpheus-Fragmente I für zwei Gitarren.
  - Orpheus-Fragmente II – in memoriam Víctor Jara für Sprecher und 7 Melodie-Instrumente (1985)
  - Orpheus-Fragmente III für Englischhorn, Fagott, Viola und Gitarre (1994). UA: Ensemble Sortisatio.
- David Sylvian: Orpheus auf dem Album Secrets Of The Beehive (1987)
- Klaus Miehling: Orphée; Cantate Françoise für Bariton, Altblockflöte und B.c. op. 25 (1988)
- Philip Glass: Die Kammeroper Orphée (1993) nach dem Film (1950) von Jean Cocteau
- Rolf Riehm: Restoring the Death of Orpheus (2000) für Akkordeon und großes Orchester.
- Carmen Consoli: Orfeo auf dem Album Stato di Necessità (2000)
- Beat Furrer: Begehren. für Musiktheater (2001). UA: Vokalensemble Nova und ensemble recherche
- Nicolaus A. Huber: Der entkommene Orpheus für Gitarrenquartett (2001)
- Stormlord: A Sight Inwards auf dem Album At the Gates of Utopia (2001)
- Ash: Orpheus (2004). (Single von dem Album Meltdown)
- Nick Cave and the Bad Seeds: The Lyre of Orpheus (2004)
- Amber: In den Tiefen des Hades (2005)
- Söhne Mannheims: Ich wollte wie Orpheus singen (Cover von Reinhard Meys Lied; Album Wettsingen in Schwetzingen, 2008)
- Anaïs Mitchell: Hadestown (2010)
- Otto Dix: Orpheus auf dem Album Zone of Shadows (2010)
- Saltatio Mortis: Orpheus auf dem Album Sturm aufs Paradies (2011)
- Arcade Fire: Awful Sound (Oh Eurydice) und It’s Never Over (Hey Orpheus)  auf dem Album Reflektor (2013)
- Voyager: Orpheus auf dem Album V (2014)
- Helmut Oehring: Orfeo14, Teil 1 des Musiktheater-Zyklus auf Monteverdis L’Orfeo und Joseph Conrads Heart of Darkness, Auftragswerk der Opéra Lille für das Ictus Ensemble und Le Concert d’Astrée/Emmanuelle Haïm
- François Cotinaud: Verwandlung. Spiegele Malerei. L’Orphée de Rilke. Ensemble Luxus. Nach Sonette an Orpheus. Mit Pascale Labbé (Stimme), François Cotinaud (Klarinette, Saxophon), und Jérôme Lefebvre (Gitarre). Label Musivi (Musea), 2015.
- Timo Jouko Herrmann: La lira d’Orfeo für Gitarre (2015/16)
- Anaïs Mitchell: Hadestown. Musical (2016)
- Christina Pluhar & L’Arpeggiata: Orfeo Chamán (2016)
- Helmut Oehring: FinsterHERZ oder Orfeo17, Teil 2 des Musiktheater-Zyklus auf Monteverdis L’Orfeo und Joseph Conrads Heart of Darkness, Auftragswerk der Kammerakademie Potsdam u. a. mit David Moss und gehörlosen Geflüchteten aus dem Nahen Osten
- Orphaned Land feat. Hansi Kürsch – Like Orpheus (2018)
- Hozier: Talk auf dem Album Wasteland, Baby! (2019)
- Helmut Oehring: EURYDIKE? vol. 1 (2019), AudioVideoInstallation und Performance, Auftragswerk des Europäischen Zentrums der Künste HELLERAU
- Matthew Aucoin: Eurydice (2020)
- Darren Korb: Lament of Orpheus (2020)
- Johannes Brahms: Vertonung von Schillers Gedicht „Nänie“ von 1800 in seinem gleichnamigen Vokalwerk op. 82 (1881)
- Vladimir Genin: Mono-oper  (Monodrama) ORPHEUS. EURYDIKE. HERMES (2017) nach dem Text von Rainer Maria Rilke, uraufgeführt 2023 in Pierre Boulez Saal Berlin
- John Mellencamp: Orpheus descending (2023)
- Machine Gun Kelly: orpheus auf dem Album lost americana (2025). Songwriting Machine Gun Kelly und Megan Fox.

### Bildende Kunst

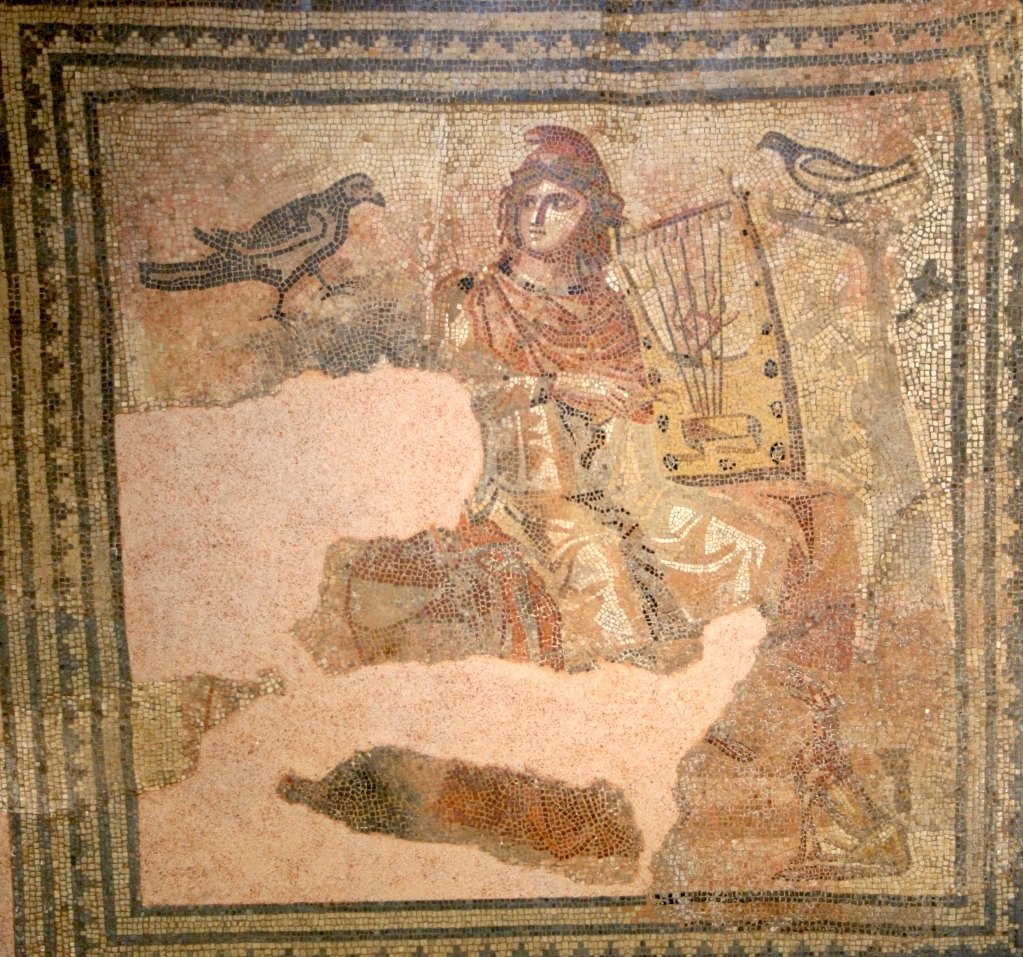
Mosaik aus Arae Flaviae (Dominikanermuseum Rottweil)

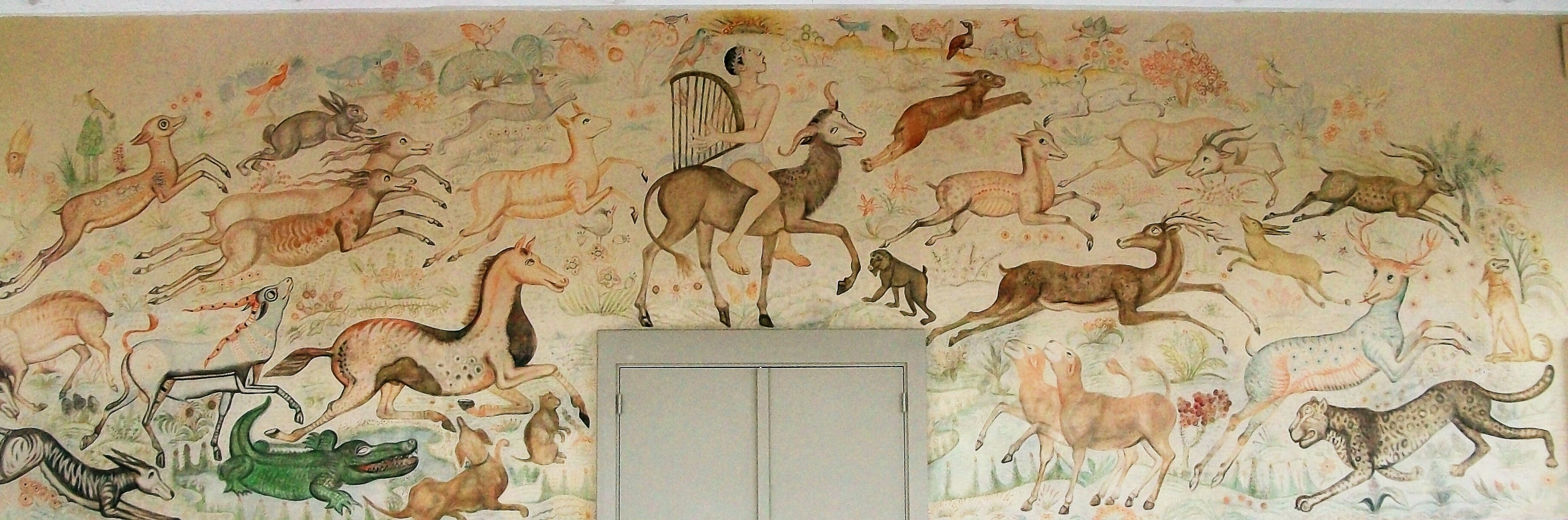
Anita Rée: Orpheus mit den Tieren, Wandbild in der Ballettschule des Hamburg Ballett, um 1930

Orpheus im Kreis wilder Tiere, die seiner Musik lauschen, ist ein beliebtes Thema schon der römischen Mosaikkunst:
- Rottweiler Mosaik (online:[9] und[10])
- Mosaik in Tarsos (TR)

Die Szene, in der Eurydike beim Aufstieg aus der Unterwelt ihre Hand nach Orpheus ausstreckt, war schon in der Antike ein beliebtes Motiv in der Bildhauerei. Ein römerzeitliches Relief mit dieser Darstellung stellt das fünf Meter hohe Orpheus-Denkmal aus dem 2. Jahrhundert, eigentlich ein Grabstein, in der slowenischen Stadt Ptuj (Poetovio) dar.
Motive aus der Orpheus-Legende werden auch im Mittelalter und in der Kunst der Neuzeit aufgegriffen:
- Jean Miélot: Miniatur auf fol. 73v der Brüsseler Handschrift des Tugendbüchleins Epitre d’Othéa à Hector von Christine de Pizan, Mitte des 15. Jahrhunderts. Die Autorin rügt Orpheus, weil er sich mit der Hölle eingelassen habe; der Illustrator stellt Orpheus und Eurydike dar, wie sie dem Höllenschlund entkommen.
- Jacopo da Sellaio: Orpheus spielt inmitten der Tiere, um 1485 (Wawel, Krakau)
- Nicolò dell’Abbate: Orpheus und Eurydike, um 1560 (National Gallery, London)
- Nicolas Poussin: Paysage avec Orphée et Eurydice, um 1650 (Louvre-Lens, Lens)
- Gerard de Lairesse: La Descente d’Orphée aux enfers, um 1662 (La Boverie, Lüttich)
- Jan Brueghel der Ältere: Orpheus in der Unterwelt
- Jean-Baptiste Camille Corot: Orpheus rettet Eurydice aus der Unterwelt
- Henryk Siemiradzki: Orpheus in der Unterwelt
- Gustave Moreau: Orphée (Jeune fille thrace portant la tête d’Orphée), 1866
- Émile Lévy: Tod des Orpheus, 1866
- Michele Tripisciano: L’Orfeo, 1868
- Anita Rée: Orpheus mit den Tieren, Wandbild, um 1930
- Gerhard Marcks: Mappe Orpheus mit zehn Holzschnitten 1948 sowie die Skulptur Orpheus von 1959, von der mehrere Abgüsse existieren, aufgestellt unter anderem vor der Berliner Philharmonie sowie im Hauptgebäude der Universität Gießen[11]
- Martin Mayer: Orpheus, 1962
- Alfred Hrdlicka: Orpheus I und Orpheus II, 1963

### Film und Fernsehen
- Orphée, Film von Jean Cocteau (Frankreich 1949)
- Orfeu Negro, Film von Marcel Camus (Frankreich 1959)
- Le Testament d’Orphée, Film von Jean Cocteau (Frankreich 1960)
- Orpheus in der Unterwelt, Film von Horst Bonnet (DDR 1974)
- Die phantastische Reise des Orpheus (Le Voyage D’Orphée), Kurz-Animationsfilm von Jean Manuel Costa (Frankreich 1983)
- Hinter dem Horizont (What Dreams may come), Film von Vincent Ward (USA 1998)
- Orfeu, Film von Carlos Diegues (Brasilien 1999)
- Angel – Jäger der Finsternis, Staffel 4, Folge 15 Orpheus (USA 2003)
- Vom Suchen und Finden der Liebe, filmische Adaption des Themas von Helmut Dietl und Patrick Süskind (Deutschland 2005)
- All My Children, die Storyline Project Orpheus der Hauptfigur David Hayward (USA 2011)
- Ihr werdet euch noch wundern, Film von Alain Resnais (Frankreich/Deutschland 2012)
- Porträt einer jungen Frau in Flammen, Film von Céline Sciamma (Frankreich 2019)
- Orphea, Film von Alexander Kluge und Khavn De La Cruz (Deutschland 2020)
- Orphea in Love, Film von Axel Ranisch (Deutschland 2020)[12]
- KAOS, Netflix-Serie (Großbritannien 2024)
- Sandman, Netflix-Serie, 2. Staffel, Episoden 5 und 6

### Sonstiges
- Projekt Rhodopen – auf den Spuren von Orpheus und Eyridike, Entwicklungsprojekt
- Wohnanlage Orpheus und Eurydike, München

### Die Sage
- Robert Böhme: Orpheus. Der Sänger und seine Zeit. Francke, Bern/München 1970.
- Elke Boehr, Heide Diederichs: Orpheus, der Sänger aus Thrakien. Ein archäologisches Kinderbuch. Erzählt von Elke Böhr. 2. Auflage. Zabern, Mainz am Rhein 2004, ISBN 3-8053-0450-1.
- Marcel Detienne: The Writing of Orpheus. Greek Myth in Cultural Context. Übersetzt von Janet Lloyd. The Johns Hopkins University Press, Baltimore 2003. (Früher L’écriture d’Orphée. Gallimard, Paris 1989.) ISBN 0-8018-6954-4.
- Rudolf Echt, Roxolana Bahrjanyj (Hrsg.): Die Thraker. Das goldene Reich des Orpheus. Ausstellung 23. Juli bis 28. November 2004. Kunst- und Ausstellungshalle der Bundesrepublik Deutschland. Zabern, Mainz 2004, ISBN 3-8053-3341-2.
- Michael Grant, John Hazel: Lexikon der antiken Mythen und Gestalten. dtv, München 2004, ISBN 3-423-32508-9.
- Otto Gruppe: Orpheus. In: Wilhelm Heinrich Roscher (Hrsg.): Ausführliches Lexikon der griechischen und römischen Mythologie. Band 3,1, Leipzig 1902, Sp. 1058–1207 (Digitalisat).
- Bernhard Hänsel: Orpheus in der Unterwelt. In: Elke Böhr, Wolfram Martini (Hrsg.): Studien zur Mythologie und Vasenmalerei. Konrad Schauenburg zum 65. Geburtstag am 16. April 1986. Zabern, Mainz 1986, ISBN 3-8053-0898-1, S. 7–12.
- Augusta Hönle: Orpheus. Ein thrakischer Sänger im griechischen Gewand. In: Antike Welt. Band 35, Heft 3, 2004, S. 51–53.
- Hermann Jung: Orpheus und die Musik – Metamorphosen eines antiken Mythos in der europäischen Kulturgeschichte. Peter Lang, Berlin 2018, ISBN 978-3-631-72824-6.
- Karl Kerényi: Die Mythologie der Griechen – Die Götter- und Menschheitsgeschichten. dtv, München 1994, ISBN 3-423-30030-2.
- Claudia Maurer Zenck (Hrsg.): Der Orpheus-Mythos von der Antike bis zur Gegenwart. Die Vorträge der interdisziplinären Ringvorlesung an der Universität Hamburg, Sommersemester 2003. Peter Lang, Frankfurt a. M. 2004, ISBN 3-631-53063-3.
- Tomasz Mojsik: Orpheus in Macedonia: myth, cult and ideology. (Bloomsbury classical studies monographs). Trans. Grzegorz Kulesza. Bloomsbury Academic, London 2022.
- Christoff Neumeister: Orpheus und Eurydike. Eine Vergil-Parodie Ovids. (Ov., Met. X 1–XI 66 und Verg., Georg. IV 457–527). In: Würzburger Jahrbücher für die Altertumswissenschaft. Band 12, 1986, S. 169–181.
- Publius Ovidius Naso: Orpheus und Eurydice. In: Metamorphosen. Hrsg. und übers. von Gerhard Fink (= Sammlung Tusculum.) Artemis & Winkler, Zürich 2004, ISBN 3-7608-1736-X (online; dort Kapitel 45).
- Robert von Ranke-Graves: Griechische Mythologie – Quellen und Deutung. rororo, Hamburg 2001, ISBN 3-499-55404-6.
- Christoph Riedweg: Orfeo. In: Salvatore Settis (Hrsg.): I Greci: Storia Cultura Arte Società. Band 2,1. Einaudi, Turin 1996, S. 1251–1280.
- Christoph Riedweg: Orpheus oder die Magie der musiké. Antike Variationen eines einflussreichen Mythos. In: Therese Fuhrer, Paul Michel, Peter Stotz (Hrsg.): Geschichten und ihre Geschichte. Schwabe, Basel 2004, S. 37–66.
- Volker Scherliess: Aspekte des Orpheus-Mythos. In: Wilfried Seipel (Hrsg.): Dipingere la musica. Ausstellungskatalog Wien–Milano. Kunsthistorisches Museum, Wien 2001, ISBN 3-85497-021-8, S. 55–59.
- Gustav Schwab: Orpheus und Eurydike. In: Die schönsten Sagen des Klassischen Altertums. Liesching, Stuttgart 1836; Neudruck Reclam, Stuttgart 2002 (online), ISBN 3-15-056386-0.
- Konrat Ziegler: Orpheus 1. In: Paulys Realencyclopädie der classischen Altertumswissenschaft (RE). Band XVIII,1, Stuttgart 1939, Sp. 1200–1316.

### Der Mythos in der bildenden Kunst
- Felix M. Schoeller: Darstellungen des Orpheus in der Antike. Diss. phil, Freiburg 1968.
- Zoltán Kádár: Über die Tiere um Orpheus auf einem Mosaik der Villa bei Casale (Piazza Armerina). In: Marcell Restle (Hrsg.): Festschrift für Klaus Wessel zum 70. Geburtstag im memoriam (= Münchener Arbeiten zur Kunstgeschichte und Archäologie. Bd. 2). Editio Maris, München 1988, ISBN 3-925801-02-2, S. 139–145.
- Otto Schönberger: Orpheus in Florenz. Zeitgenössische Bilder zur ‚Favola d’Orfeo‘ des Angelo Poliziano. In: Niklas Holzberg, Friedrich Maier (Hrsg.): Ut poesis pictura. Antike Texte in Bildern. Band 1: Essays, Interpretationen, Projekte. Buchners Verlag, Bamberg 1993, ISBN 3-7661-5433-8, S. 87–93.
- Catherine Camboulives, Michéle Lavallée (Hrsg.): Les Métamorphoses d’Orphée. Ausstellungskatalog Tourcoing-Straßburg-Brüssel 1994/1995. Tourcoing 1995, ISBN 90-5349-167-8.
- Ilona Julia Jesnick: The image of Orpheus in Roman mosaic, an exploration of the figure of Orpheus in Graeco-Roman art and culture with special reference to its expression in the medium of mosaic in late antiquity. Bar International Series. Bd. 671. Diss. 1992. Archaeopress, London 1997, ISBN 0-86054-862-7.
- Karl Walter Littger (Hrsg.): Orpheus in den Künsten. Ausstellung der Universitätsbibliothek Eichstätt-Ingolstadt in der Staats- und Seminarbibliothek Eichstätt, mit Illustrationen von Ernst Arnold Bauer (= Schriften der Universitätsbibliothek Eichstätt. Bd. 55). Harrassowitz, Wiesbaden 2002, ISBN 3-447-04610-4.
- Guido Reuter: Der singende Kopf des Orpheus, Rezeption von Mythos und Mythen in der deutschen Malerei der Nachkriegsjahre. In: Mythen in der Kunst. Bd. 1: Mythos. Königshausen und Neumann, Würzburg 2004, ISBN 3-8260-2576-8, S. 25–47.
- Lorenz Dittmann: Eurydike – Aristaeus – Orpheus, zu einem Text von Christa Schwinn. In: Ingeborg Besch (Hrsg.): Bilder sind nicht fiktiv sondern anschaulich. Festschrift für Christa Schwinn. Staden, Saarbrücken 2005, ISBN 3-935348-17-7, S. 121–128.
- Götz J. Pfeiffer: Orpheus in der Unterwelt bei Karl Junker (1850–1912). Der Künstler und seine Werke zwischen Fatum und Fama. In: Rosenland. Zeitschrift für lippische Geschichte. Nr. 2, 2005, S. 19–37 E-Zeitschrift (PDF; 1,9 MB).

### Der Mythos in der Literatur
Allgemein
- Detlef C. Kochan: Orpheus, eine literarische Spurensicherung. Literaturdidaktische Erwägungen zur Thematologie. In: Literatur für Leser.innen, Jg. 1988, S. 221–236.

- Wolfgang Storch (Hrsg.): Mythos Orpheus. Texte von Vergil bis Ingeborg Bachmann. Reclam, Leipzig 1997, 3. Auflage. 2001, ISBN 3-379-01590-3.
- Christine Mundt-Espín (Hrsg.): Blick auf Orpheus. 2500 Jahre europäischer Rezeptionsgeschichte eines antiken Mythos (= Mainzer Forschungen zu Drama und Theater. Bd. 29). Francke, Tübingen 2003, ISBN 3-7720-2797-0.

Antike
- Helmut Gugel: Orpheus’ Gang in die Unterwelt in den Metamorphosen Ovids (Met. X,1–171). In: Živa antika. Band 22, 1972, ISSN 0514-7727, S. 39–59.
- Adolf Primmer: Das Lied des Orpheus in Ovids Metamorphosen. In: Sprachkunst. Band 10, 1979, S. 123–137.
- Christoff Neumeister: Aristaeus und Orpheus im 4. Buch der Georgica. In: Würzburger Jahrbücher für die Altertumswissenschaft. Neue Folge, Band 8, 1982, S. 47–56.
- Bardo Gauly: Ovid, Venus und Orpheus über Atalanta und Hippomenes. Zu Ov. met. 10, 560–707. In: Franz Bömer (Hrsg.): Gymnasium. Band 99, 1992, ISSN 0342-5231, S. 435–454.
- Stephan Busch: Orpheus bei Apollonios Rhodios. In: Helmut Berve (Hrsg.): Hermes. Band 121, 1993, ISSN 0018-0777, S. 301–324.
- Hans-Ludwig Oertel: Ein klassizistischer Orpheus. Zu Ovid, Met. X 40–52. In: Niklas Holzberg, Friedrich Maier (Hrsg.): Ut poesis pictura. Buchners Verlag, Bamberg 1993, ISBN 3-7661-5433-8, S. 79–86.
- Jörg Döring: Ovids Orpheus. Stroemfeld-Nexus, Basel-Frankfurt 1996, ISBN 3-86109-135-6.
- W. Schubert: Orpheus in den Argonautica des Valerius Flaccus. In: Ulrich Eigler, Eckard Lefèvre (Hrsg.): Ratis omnia vincet. Neue Untersuchungen zu den Argonautica des Valerius Flaccus. In Zusammenarbeit mit Gesine Manuwald (= Zetemata. Bd. 98). Beck, München 1998, ISBN 3-406-44598-5, S. 269–284.

Mittelalter
- John Block Friedman: Orpheus in the Middle Ages. Harvard University Press, Cambridge (Massachusetts) 1970

Neuzeit
- Friedrich Schiller: Kurze Erwähnung in seinem Gedicht „Nänie“ von 1800, Bezugnahme darauf wiederum durch Johannes Brahms in seinem gleichnamigen Vokalwerk op. 82 von 1881
- Konstantinos Tsangalas: Das Orpheus- und Arionmotiv im antiken Mythos und in einem neugriechischen Märchen. In: Wolfdietrich Siegmund (Hrsg.): Antiker Mythos in unseren Märchen. Röth, Kassel 1984, ISBN 3-87680-335-7, S. 72–79.
- Pierre Brunel (Hrsg.): Le mythe d’Orphée au XIXe et au XXe siècle. Actes du colloque de la Sorbonne. In: Revue de littérature comparée. Band 73, Heft 4, 1999, ISSN 0035-1466.
- Dieter Paul Fuhrmann: Orphische und hermetische Tradition in Goethes Werk „Urworte. Orphisch“. In: Zeitschrift der Germanisten Rumäniens. Jahrgang 8, Heft 1–2 (15–16), 1999, S. 150–154 (online).
- Olga Artsibacheva: Die Rezeption des Orpheus-Mythos in deutschen Musikdramen des 17. Jahrhunderts. Niemeyer, Tübingen 2008.
- Olga Artsibacheva und Christiane Hansen (Hrsg.): Deutschsprachige Orpheus-Libretti des 17. Jahrhunderts. 2 Bände. Hiersemann, Stuttgart 2015/16.
- Seong Joo Lee: Faust oder Orpheus? Die Ironie der Brüderlichkeit der zwei gegensätzlichen Künstlertypen in Thomas Manns „Doktor Faustus“. In: Germanic Notes And Reviews. Bd. 45/2, 2014, S. 21–42.

### Der Mythos im Film
- Graeme Gilloch: Orpheus in Hollywood. Siegfried Kracauer’s Offenbach film. In: Mari Hvattum (Hrsg.): Tracing modernity, manifestations of the modern in architecture and the city. Routledge, New York 2004, ISBN 0-415-30511-X, S. 307–323.

### Der Mythos im Unterricht
- Roland Glaesser: Orpheus als Redner. Ein Vorschlag zur Behandlung von Ovid, Met. X 16–52 in Klasse 10 oder 11. In: Der altsprachliche Unterricht. Band 38, Heft 3, 1995, ISSN 0002-6670, S. 26–40.
- Ute Schmidt-Berger: Metamorphosen des Orpheus. In: Der altsprachliche Unterricht. Band 38, Heft 4–5, 1995, ISSN 0002-6670 S. 128–162.
- Udo Reinhardt: Orpheus und Eurydike. Bilder zum Text. In: Der altsprachliche Unterricht. Band 40, Heft 3, 1997, ISSN 0002-6670, S. 80–96.
- Jürgen Wöhrmann: Ein für alle Male ists Orpheus, wenn er singt. Eine mythisch-mythologische Gestalt im Text und Bild. In: Der altsprachliche Unterricht. Band 40, Heft 3, 1997, ISSN 0002-6670, S. 21–35.